# Čtyři krávy
Čtyři krávy je česká freewarová logická hra, viděna z boku, fungující na principech spolupráce čtyř postav s různými vlastnostmi. Autorem hry je Jakub Muřín známý pod přezdívkou banane4joy. Hra byla vytvořena v programu Game Maker pro letní vývojářskou soutěž Velkého Chytráka, kde se umístila na prvním místě.

## Příběh
Čtyři mladé ženy z různých koutů světa jsou přemístěny do podivného světa, kde jsou obdařeny přitažlivým vzhledem a magickými schopnostmi. Každá představuje jeden ze čtyř živlů. Vzájemnou kooperací prochází rozmanitým a mysteriózním světem a postupně objasňují svou situaci.

## Kritika
- 1. místo v letní vývojářské soutěži Velkého chytráka 2009 (skóre 89,75 %)[1]
- 85 % na serveru FreeHry.cz[1]
- 89 % na serveru BonusWeb.cz[2]
- 85 % na serveru Freegame.cz[3]
- 8/10 na serveru Novinky.cz[4]
- 4/10 na serveru Hrej.cz[5]